# Флаг Первомайского сельского поселения (Ленинградская область)
Флаг муниципального образования «Первома́йское сельское поселение» Выборгского района Ленинградской области Российской Федерации является официальным символом муниципального образования и служит знаком единства его населения.
Флаг утверждён 26 октября 2006 года и внесён в Государственный геральдический регистр Российской Федерации с присвоением регистрационного номера 2699.

## Описание
«Флаг муниципального образования „Первомайское сельское поселение“ представляет собой прямоугольное полотнище с отношением ширины флага к длине 2:3, воспроизводящее композицию герба муниципального образования „Первомайское сельское поселение“ в красном и белом цветах».
Геральдическое описание герба гласит: «В серебряном поле с червлёной стенозубчатой мурованной серебром о трёх видимых зубцах и двумя просветами, пониженной оконечностью, поющий петух, сидящий на среднем зубце стены, держащий в лапе ключ в столб двухсторонней бородкой с крестообразными сквозными прорезями — вниз, с ушком наподобие квадратного ромба с шарами на свободных концах и сквозным отверстием в виде четырёхлистника. Все фигуры — червлёные».

## Обоснование символики
Флаг муниципального образования «Первомайское сельское поселение» Выборгского района Ленинградской области составлен на основании герба муниципального образования «Первомайское сельское поселение» и в соответствии с традициями и правилами геральдики и отражает исторические, культурные, социально-экономические, национальные и иные местные традиции.
Центром муниципального образования «Первомайское сельское поселение» является посёлок Первомайское, до 1948 года, носивший название Кивеннапа.

Неофициальный финский герб Кивеннапы (1953)

Автор герба финской общины Кивеннапа (на основании которого были разработаны современные герб и флаг поселения) Марти Пааволайнен — учитель по профессии. Посередине геральдического щита серебряной лентой проходящая через Кивеннапу торговая дорога на Выборг. Поверх этой ленты — ключ ручной работы от церкви. Этот символ можно рассматривать как и ключ от ворот Карельского перешейка. Красные кирпичные стены символизировали Кивеннапу как форпост Карельского перешейка. Вымпел по рисунку сходен с символами герба общины. Флаг Кивеннапы был освящён в Хямеэнлинна 31 июля 1976 года во время проведения годового собрания общины бывших жителей Кивеннапы.
Мурованные стены на флаге общины Кивеннапа — символ неприступной крепости, охранявшей территорию Швеции — олицетворяют одну из версий происхождения топонима Кивеннапа — уже в первой половине XV века на старой Выборгской дороге к северу от Сестры реки находилось шведское укрепление. Шведское слово «Kifvanebbet» (что означает — «передовые укрепления»), финнизировавшись, стало звучать как Кивеннапа. Упоминание о шведской крепости Кивеннебб относится к 1452 году.
Эмблема ключа — символ власти и могущества. Со времён средневековья символ ключа означал безопасность — пока ключи находятся у их владельцев, он чувствует себя в безопасности. Эмблема ключей вносилась в гербы почти всех городов и крепостей, а также ключевых в стратегическом отношении населённых пунктов.
Петух в геральдике — символ бдительности и отваги, вестник дня. Древнейшая эмблема рассвета, бдительности, призыва к возрождению.
Красный цвет олицетворяет название посёлка Первомайское. В вексиллологии — цвет, символизирующий мужество, смелость, любовь, великодушие, храбрость, неустрашимость.
Белый цвет (серебро) — чистота помыслов, правдивость, невинность, благородство, откровенность, непорочность, надежда.